# Latiborophaga bathmis
Latiborophaga bathmis är en tvåvingeart som beskrevs av Liu 2001. Latiborophaga bathmis ingår i släktet Latiborophaga och familjen puckelflugor. Inga underarter finns listade i Catalogue of Life.